# 澤野雅樹
澤野 雅樹（さわの まさき、1960年 - ）は、日本の社会思想家、明治学院大学教授。

## 来歴
埼玉県生まれ。明治学院大学博士課程単位取得退学。1999年同社会学部助教授、2005年教授。
『癩者の生』で、ハンセン病患者のために活動したとされる光田健輔を激しく批判し、話題になった。文学、音楽、フランス現代哲学などに詳しい。後藤浩子・矢作征男と三人で「サドッホ」の名で論文を書いている。

## 著書
- 『癩者の生 文明開化の条件としての』青弓社 1994
- 『ロックする哲学』洋泉社 1994
- 『記憶と反復 歴史への問い』青土社 1998
- 『死と自由 フーコー、ドゥルーズ、そしてバロウズ』青土社 2000
- 『数の怪物、記号の魔』現代思潮社(エートル叢書)2000
- 『不毛論 役に立つことのみじめさ』青土社 2001
- 『ドゥルーズを「活用」する! 自分で考える道具としての哲学』彩流社 2009
- 『絶滅の地球誌』講談社選書メチエ 2016
- 『起死回生の読書！』言視舎 2016
- 『ミルトン・エリクソン』法政大学出版局 2019

### 共編著
- 『人はなぜゲームするのか 電脳空間のフィロソフィア 大人のためのゲーム読本』藤井雅実共編著 洋泉社(キーワード事典) 1993